# 张丹 (台湾教育家)
张丹（1912年—？），台灣教育家、机电工程师，台湾现代机电工程奠基人之一。曾任中华民国教育部常务次长、国立台北科技大学校长。字凤书，浙江鄞县人。

## 生平
民國元年（1912年）十二月一日，生于浙江省宁波市鄞县。1933年，毕业于国立交通大学（今上海交通大学），获得电机工程学士学位。1934年，受国民政府公费资助赴意大利留学，入读意大利都灵大学电工研究院，毕业后获得特许工程师资格证书。
1937年回国，任职于中华民国空军，历任空军电台台长，空军通信學校高級班高级教官，空军通信研究所委员等职务。1941年，转任国立四川大学教授。
国共内战国民党退败后，于1949年抵台湾。出任台湾省立工学院（现为國立成功大學）教授、教务长等职。1957年8月至1958年1月，担任省立成功大學（现为国立成功大学）文理学院院长。1958年，转任国立台北科技大学（原名台北工业专科学校）校长，为第七任校长。国立台北科技大学「誠、樸、精、勤」四字為校訓，即赖张丹校长任内批准。也曾任台湾国立交通大学教授，是交通大学“在台復校”工程学科主要教授之一，电子研究所奠基人之一（排位第一）。1974年8月1日至1977年7月31日，担任逢甲大學電機系系主任。张丹也是逢甲大学机电系创始人。
1965年，出任中华民国教育部常务次长，任职时期为1965年2月至1966年6月。
曾任中华民国青年辅导委员会秘书长，國家安全會議科学发展指导委员会执行秘书。

## 代表著作
- 《电机工程学》 [1]